# فلوریان ریدل
فلوریان ریدل (انگلیسی: Florian Riedel؛ زادهٔ ۹ آوریل ۱۹۹۰) بازیکن فوتبال اهل آلمان است.
از باشگاه‌هایی که در آن بازی کرده‌است می‌توان به باشگاه فوتبال هرتابرلین، باشگاه فوتبال کایزرسلاوترن، و باشگاه فوتبال اسنابروک اشاره کرد.